# Forte de Santa Catarina (Portimão)
O Forte de Santa Catarina, igualmente conhecido como Fortaleza de Santa Catarina de Ribamar ou Miradouro de Santa Catarina, é um monumento militar situado na Praia da Rocha, perto da cidade de Portimão, na região do Algarve, em Portugal. Foi construído em 1633, durante o Domínio filipino. Foi classsificado como Imóvel de Interesse Público em 1977.

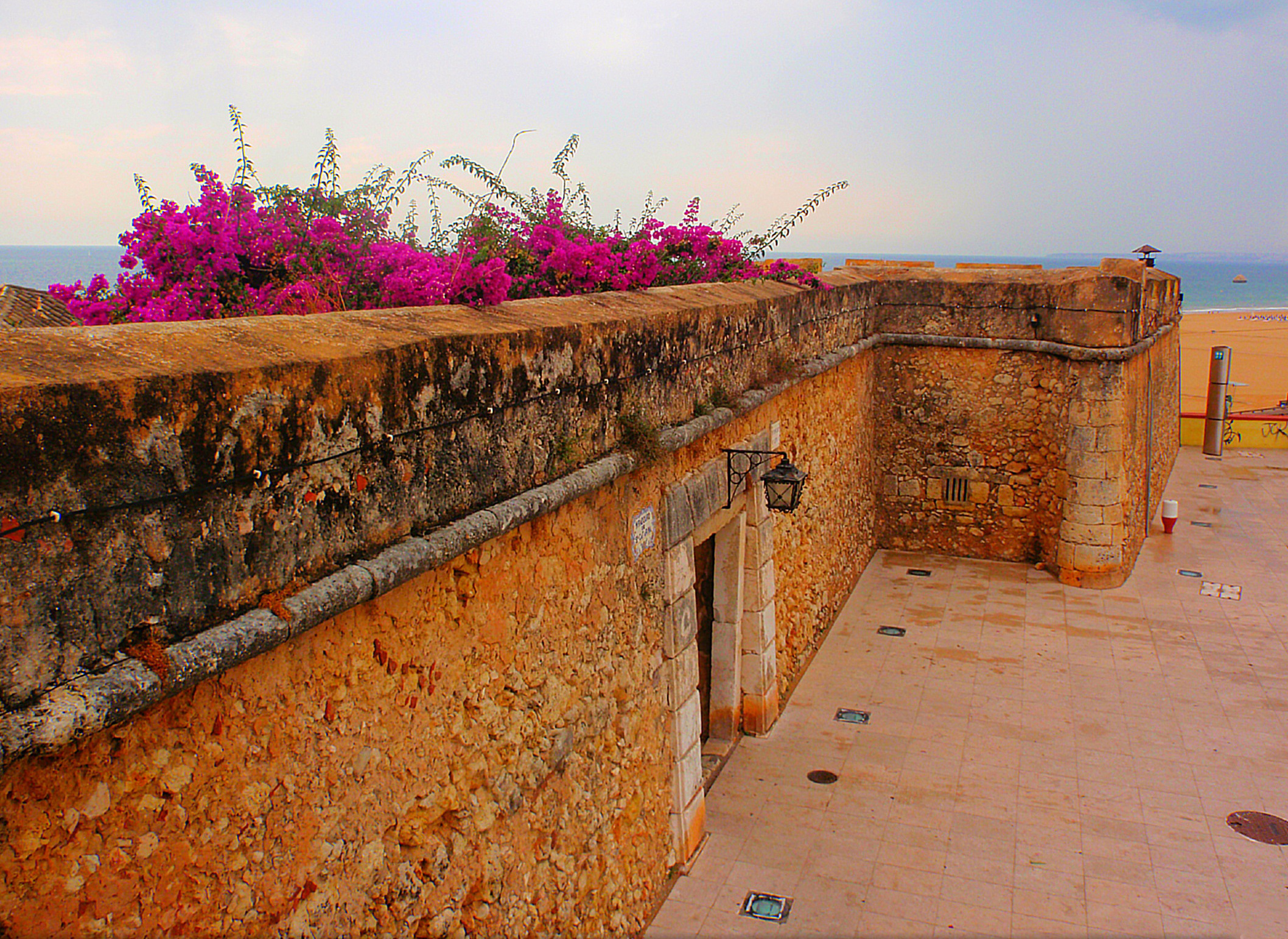
Vista da fachada principal do forte, em 2013.

## Descrição
A fortaleza está situada na ponta Este da Praia da Rocha, junto à foz do Rio Arade, no local considerado mais adequado para defender a barra daquele rio, protegendo desta forma as povoações de Vila Nova de Portimão e Silves dos corsários e de outros inimigos. Funcionava em conjunto com o Forte de São João do Arade, situado na outra margem do rio, em Ferragudo. Devido à sua localização, permite observar um vasto panorama, incluindo a bacia do Rio Arade, e a cidade de Portimão e a sua marina. Tem acesso pelo Largo da Fortaleza e pela Avenida Tomás Cabreira.
É considerada como o principal ex-libris da Praia da Rocha, e um dos símbolos da cidade de Portimão e da sua ligação aos Descobrimentos, sendo um dos monumentos mais visitados no concelho. O forte foi classificado como Imóvel de Interesse Público pelo Decreto n.º 129/77, publicado no Diário da República n.º 226, Série I, de 29 de Setembro de 1977.
O edifício foi quase totalmente modificado ao longo da sua história, principalmente no seu interior. A fachada principal, que foi o único elemento que se conservou original desde o século XVII, é composta por três baluartes simétricos, sendo o do meio recuado em relação aos laterais. A entrada, virada para terra, contém pilastras de grande espessura e um lintel de pedras almofadadas, o que lhe dá uma aparência monumental em relação ao resto da fachada, de forma horizontal e de altura relativamente reduzida. Os planos originais incluíam um fosso e uma ponte levadiça, dos quais não restam quaisquer vestígios. Os compartimentos no interior são de planta rectangular e de um só piso, cujas portas e janelas têm molduras de formato rectilíneo. São rematados por telhados de quatro águas, onde estão as chaminés das cozinhas. O miradouro foi instalado no local onde originalmente se encontravam as baterias, no canto sudeste do edifício, viradas para o oceano, tendo a cortina de muralhas sido furada para uma escadaria até à praia. A área do miradouro está separada do pátio interior da fortaleza por um muro, aberto em sete arcos.

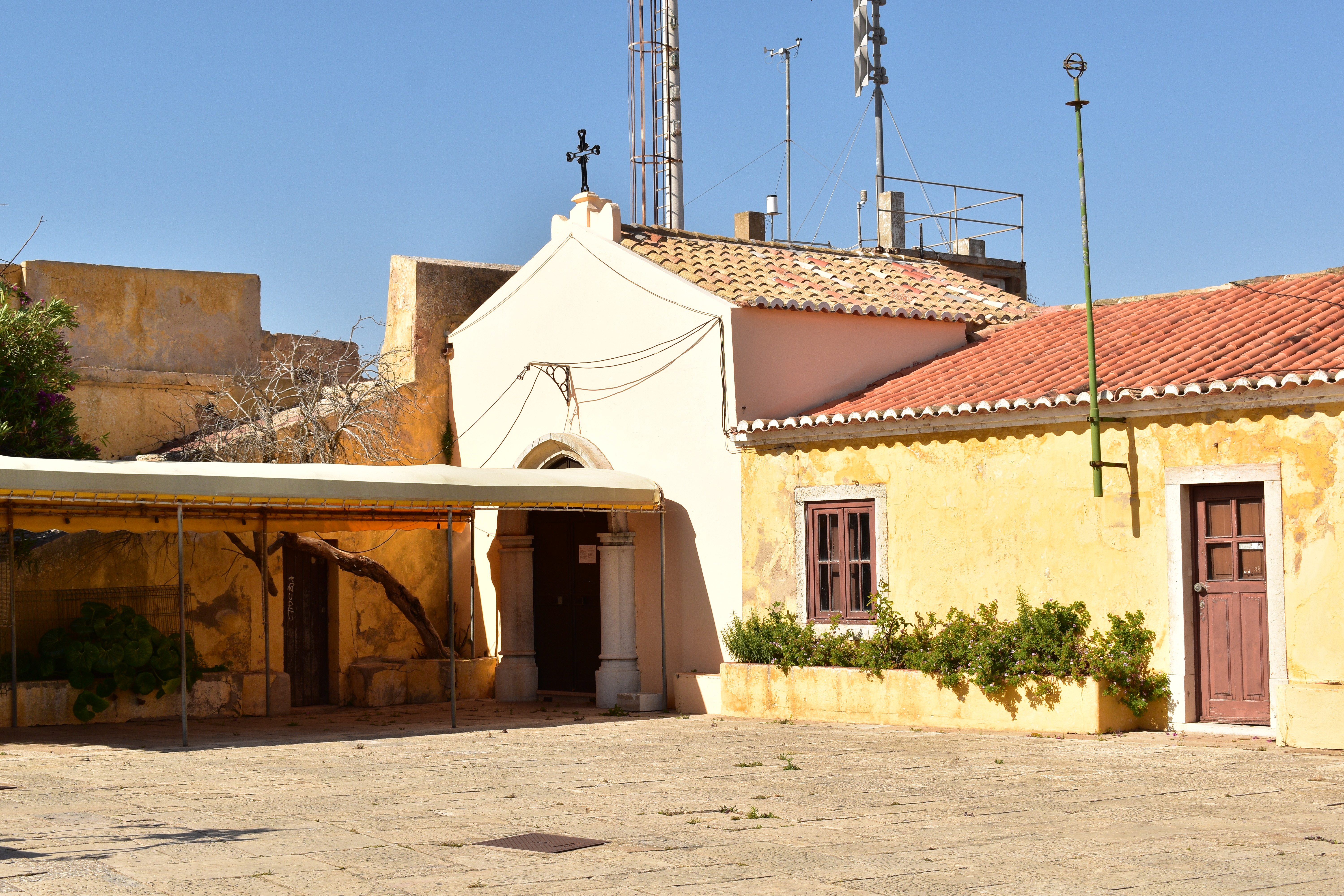
interior do forte em 2020, vendo-se ao fundo o edifício da Ermida de Santa Catarina.

### Ermida
No interior do forte destaca-se a presença da ermida ou capela de Santa Catarina, de pequenas dimensões, e que é composta apenas por uma nave e uma capela-mor, decorada com azulejos em tons azuis.

## História

### Construção
Entre 1617 e 1621, o engenheiro militar italiano Alexandre Massai viajou pelo Algarve, no sentido de estudar e planear a instalação de várias fortificações costeiras, tendo em 1621 estado na zona da foz do Rio Arade. Apesar do Arade ser considerado, na altura, como o curso de água mais importante na região Sul de Portugal, estava mal protegido pelos castelos de Portimão e Castelo de São João do Arade, que não tinham capacidade para lidar de forma activa contra ataques de piratas, corsários e frotas de invasão. Assim, nesse mesmo ano começou a ser planeada a construção de uma nova fortaleza, por ordem do Governador do Algarve, D. João de Castro, de forma a defender a barra do Rio Arade. Deveria ser construída na Ponta da Praia da Rocha, igualmente conhecida como Ponta de Santa Catarina, devido à presença de uma ermida dedicada a Santa Catarina de Alexandria. A fortaleza é considerada um dos melhores exemplos da intervenção de Alexandre Massai, cujos estudos para esta e outras estruturas defensivas costeiras no Algarve foram recolhidos na sua obra Descripção do Reino do Algarve, publicada em 1621. Os trabalhos começaram em 1629 e terminaram em 1633, tendo a construção sido relativamente rápida. O edifício foi finalizado sob a orientação do novo Governador, Luís de Sousa, que utilizou as rendas da fazenda pública e do donatário de Vila Nova de Portimão, Gregório Taumaturgo de Castelo Branco. Foi uma das últimas estruturas militares a serem construídas na região do Algarve durante a Dinastia Filipina. A ermida foi integrada no forte, tendo sobrevivido alguns vestígios originais do antigo edifício, destacando-se o portal, no estilo gótico. Alguns autores indicaram uma data diferente para a construção do forte, durante o século XVI, no reinado de D. Sebastião.

### Séculos XVIII e XIX
O imóvel foi muito danificado pelo Sismo de 1755, mas não totalmente destruído, devido à sua situação, no alto das arribas. Ainda assim, abriram-se grandes fendas nas muralhas, e foram parcialmente destruídos os muros lateriais, e os antigos edifícios da ermida e da Casa do Capitão. Os trabalhos de restauro foram iniciados pelo governador e capitão-geral do Algarve, Conde de Vale de Reis, tendo nessa altura sido modificado o formato da fortaleza. Da estrutura original do século XVII, sobreviveu apenas a fachada principal. Desde o século XVIII até ao XIX o forte serviu apenas como um posto de vigia da costa, uma vez que a sua função tinha-se tornado obsoleta, devido aos avanços tecnológicos da marinha.

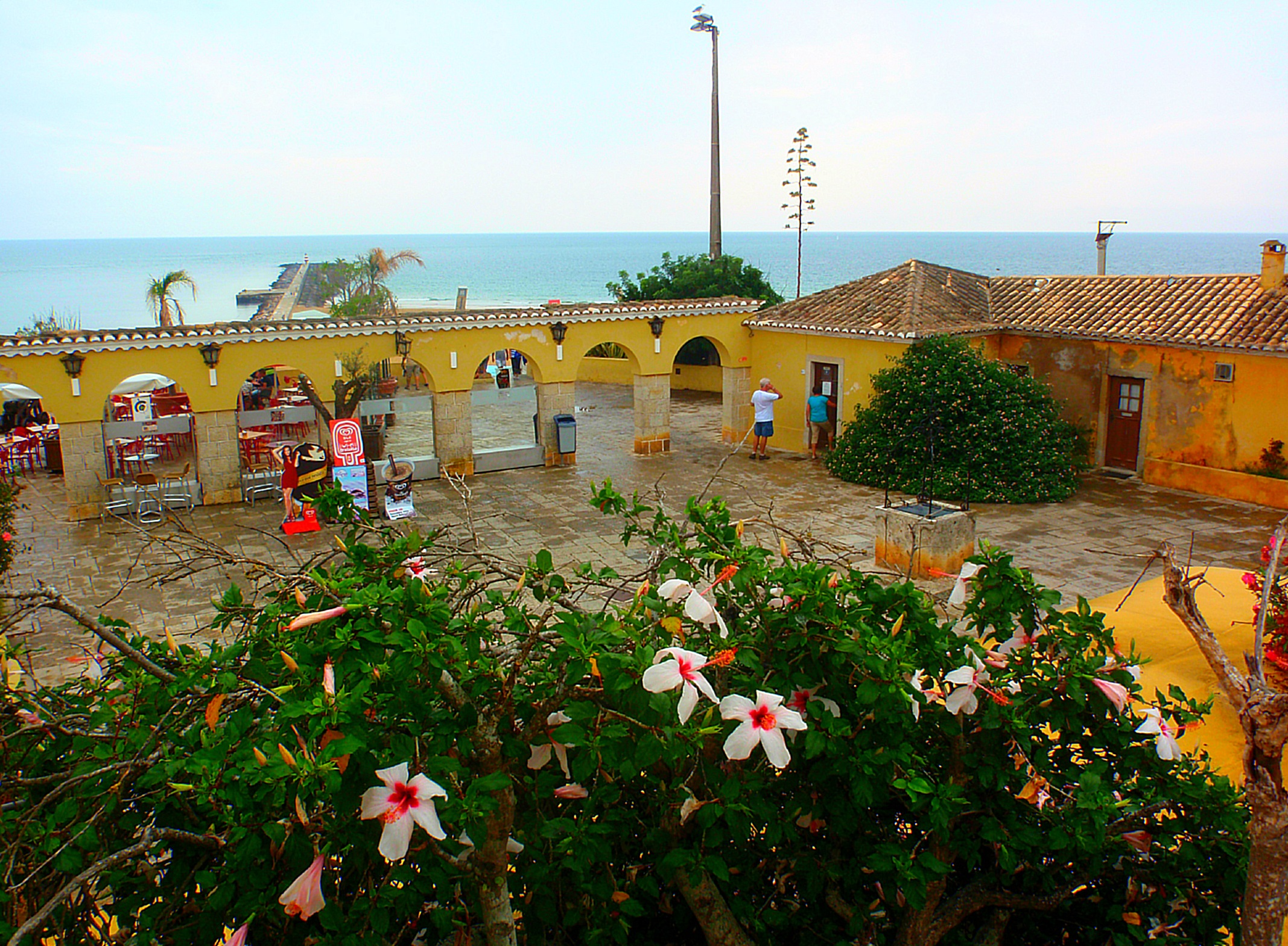
Interior da fortaleza, visto a partir de um dos baluartes.

### Séculos XX e XXI
O forte continuou a ser alvo de obras de restauro e remodelação no século XX, principalmente no âmbito da expansão da indústria do turismo no Algarve. Um Despacho de 23 de Julho de 1946 aprovou a transferência do forte para a Comissão Municipal de Turismo de Portimão, que era utilizado nessa altura como posto da Guarda Fiscal e como residência das famílias dos praças que aí serviam. Durante o século XX, também foi ocupado pela Polícia Marítima e pela capitania do Porto de Portimão. Em 1960, foram feitas obras no sentido de o converter num local de interesse turístico, tendo sido criado um miradouro virado para a foz do Rio Arade, na antiga localização das baterias, e instalados um quiosque, um bar, um restaurante e um café. Também nesta altura foram reforçados os rochedos onde se situa o forte, permitindo a expansão do miradouro. Esta obra incluiu a instalação de placas de betão armado no interior do baluarte poente, e de rampas de e anexos construídos na escarpa, para facilitar os acessos à praia. Esta intervenção veio melhorar a zona marginal da Praia da Rocha, que então já se tinha assumido como uma importante estância balnear. Em 1969, o monumento foi danificado por um sismo, tendo sido reparado ainda nesse ano, com obras nos panos da muralha, reparações de fendas e reconstrução dos rebocos, arranjo dos telhados, e pintura das portas e caixilhos. Também foram instalados blocos de betão armado em lintéis, cintas de travação e pilares, de forma a reforçar a estrutura da fortaleza. O imóvel foi classificado em 1977, tendo nessa década sido expandida a sua função como equipamento turístico, com a construção de instalações sanitárias e uma nova esplanada no piso inferior da fortaleza, enquanto que os antigos aposentos da capitania foram alvo de obras de restauro. Durante este período, o areal da Praia da Rocha também conheceu um aumento progressivo devido ao assoreamento do Rio Arade, fazendo com que a estrutura pudesse ser utilizada como apoio à praia, com a instalação de um restaurante e esplanada.
Em Dezembro de 2016, o Bloco de Esquerda apresentou um projecto de resolução no parlamento, onde aconselhava a realização urgente de obras de requalificação dda fortaleza, criticando o estado de conservação do imóvel como um perigo para a segurança pública, e o seu impacto negativo na imagem da Praia da Rocha. Em Janeiro de 2017, a presidente da Câmara Municipal de Portimão, Isilda Gomes, declarou que estava interessada na gestão do Forte de Santa Catarina, de forma a executar obras de remodelação no monumento, e instalar no seu interior estabelecimentos de restauração e um espaço cultural, denominado de Museu do Mar. Desta forma, não só seria recuperado um dos símbolos de Portimão, que estava já num avançado estado de abandono e degradação, como também seria valorizado, tanto do ponto de vista cultural como turístico. Segundo um estudo Laboratório Nacional de Engenharia Civil sobre o estado de conservação do forte, seria necessária uma grande intervenção para a sua recuperação, cujo custo não poderia ser suportado apenas pela autarquia, pelo que entrou em discussão com o governo, no sentido de se encontrarem os fundos necessários para esta obra, que tanto poderiam ser estatais como comunitários. Em Julho de 2017, foi organizado no Forte de Santa Catarina o Portimão Wine Tasting, um evento de degustação de vinhos regionais do Algarve. A fortaleza também acolheu este evento em Julho de 2018 e 2019.

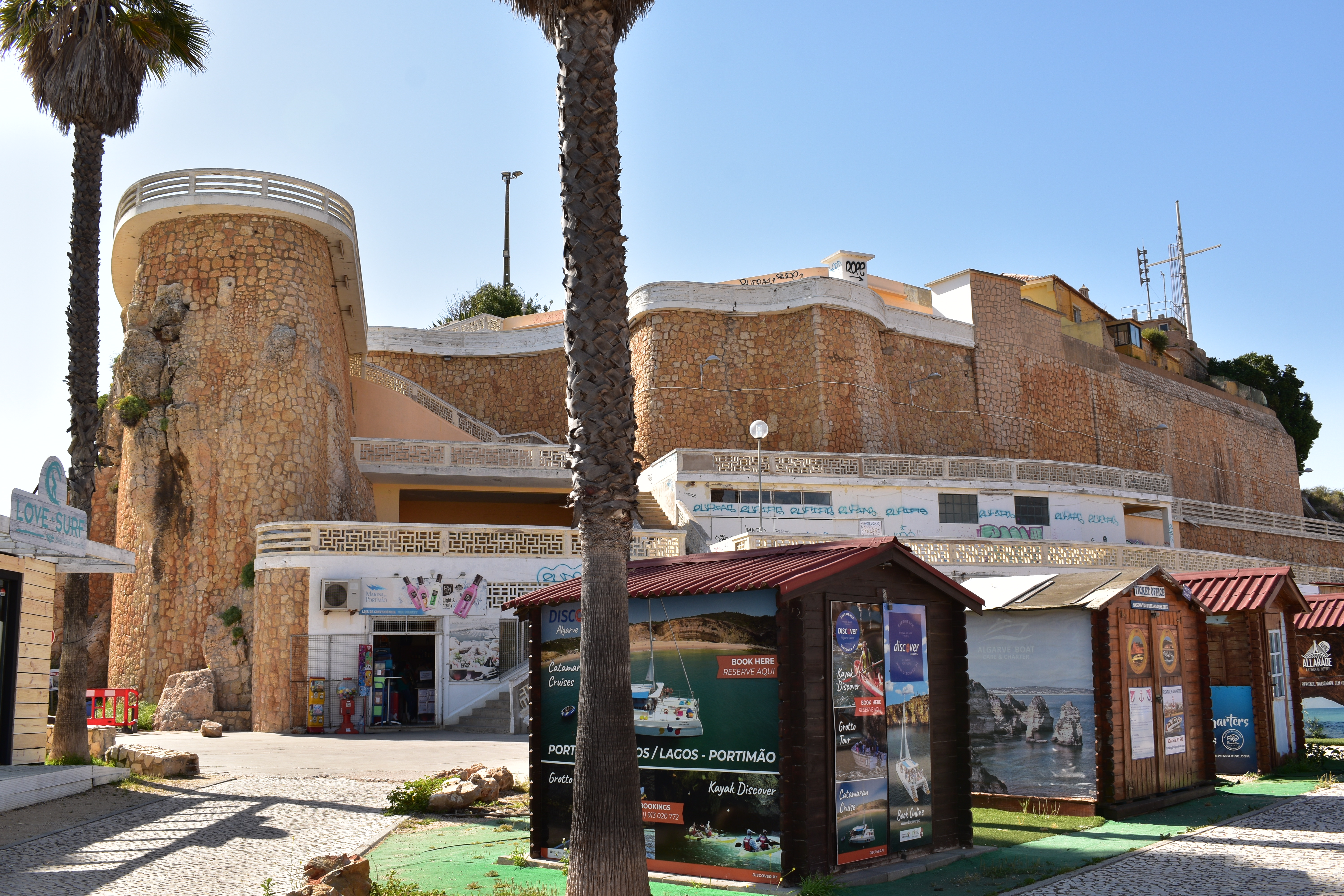
Vista lateral do Forte de Santa Catarina, em 2020.

Em Abril de 2018, estavam a ser realizadas obras na fortaleza, para a estabilização da fachada. Estes trabalhos foram feitos pela Administração dos Portos de Sines e do Algarve, que era responsável pelo imóvel, prevendo-se que durariam cerca de um mês e custariam 20 mil Euros. Neste período, o monumento já tinha sido incluído no programa estatal Revive, para facilitar o investimento privado em imóveis públicos sem utilização, com fins turísticos. Assim, previa-se que até ao final do ano fosse aberto o concurso público para a exploração turística do monumento, e a empresa que vencesse o concurso seria responsável igualmente pela execução de obras de remodelação total. O concurso só seria iniciado depois de serem feitos trabalhos arqueológicos e um estudo patrimonial, de forma a demarcar quais as obras a fazer no forte. Este processo foi elogiado por Isilda Gomes, uma vez que permitiria a recuperação do forte, que apesar de ser o principal símbolo da Praia da Rocha, estava muito degradado, gerando problemas de segurança no local. Segundo a autarca, já anteriormente várias entidades privadas tinham contactado a Câmara Municipal no sentido de se candidatarem à exploração do monumento.
Em Julho de 2019, o Forte de Santa Catarina ainda fazia parte do programa Revive, embora sem ter um processo de recuperação em curso. Em Novembro de 2019, estava prevista a instalação de uma sirene no Forte de Santa Catarina, como parte de um programa da Autoridade Nacional de Emergência e Protecção Civil e da autarquia de Portimão para alertar a população, caso ocorra um sismo ou maremoto.

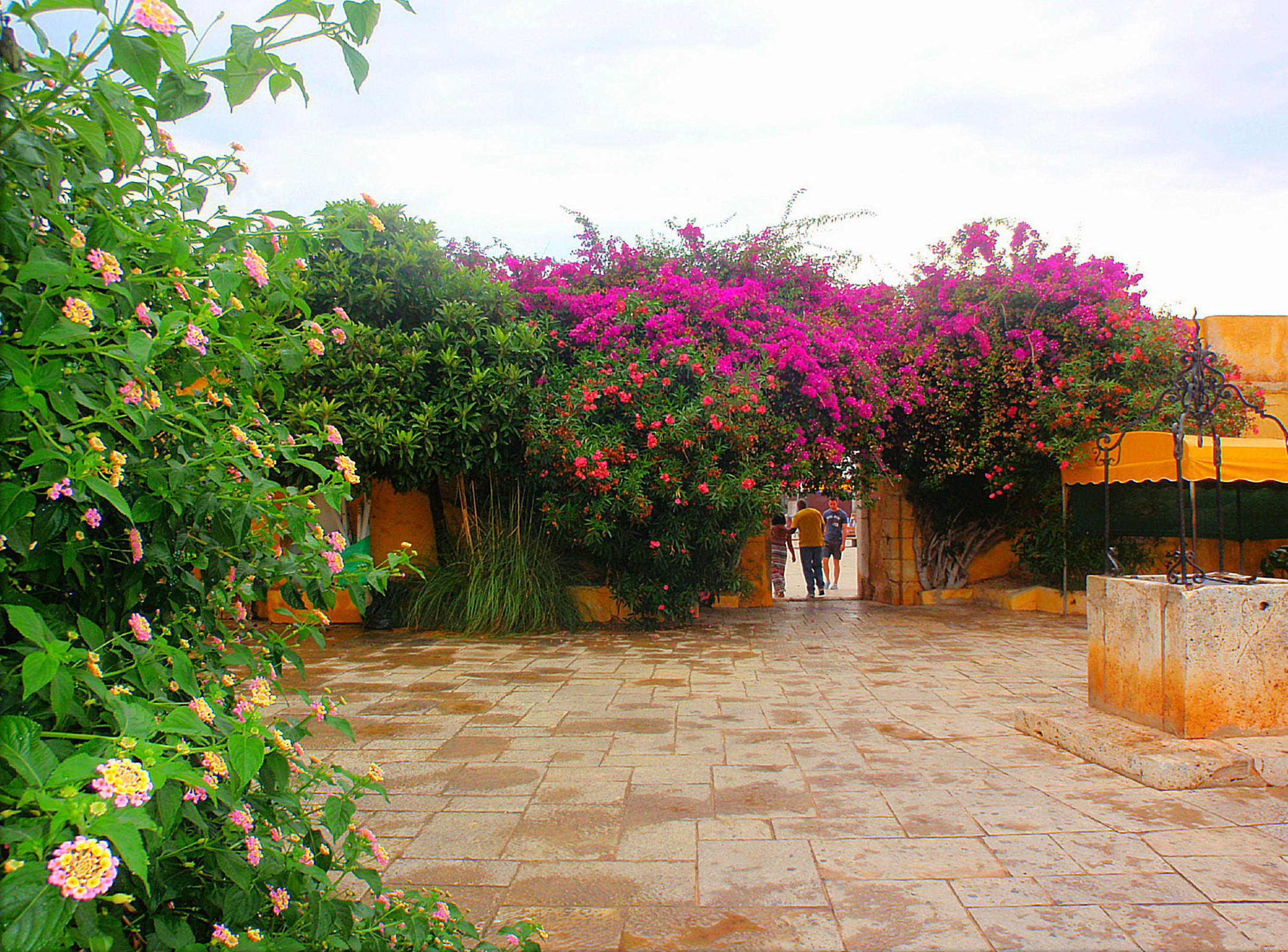
Interior do forte, em 2013.

## Leitura recomendada
- ALMEIDA, João de (1948). Roteiro dos Monumentos Militares Portugueses. Lisboa: (Edição do autor)
- COUTINHO, Valdemar (1997). Castelos, Fortalezas e Torres da Região do Algarve. Vila Real de Santo António: Algarve em Foco Editora
- COUTINHO, Valdemar (2001). Dinâmica defensiva da costa do Algarve. Do período islâmico ao século XVIII. Portimão: Instituto de Cultura Ibero-Atlântica
- MAGALHÃES, Natércia (2008). Algarve - Castelos, Cercas e Fortalezas: As muralhas como património histórico. Faro: Letras várias, edições e arte
- VENTURA, Maria da Graça Mateus; MARQUES, Maria da Graça Maia (1993). Portimão. Lisboa: Editorial Presença. ISBN 972-23-1710-5